# Опан
Опа̀н е село в Южна България. То е административен център на община Опан, област Стара Загора.

## География
Село Опан е разположено на 26 km югоизточно от областния център град Стара Загора.

## История
Село Опан е възникнало в средата на 16 век. Споменава се за 1-ви път в османски данъчен регистър от месец януари 1655 г. Местоположението му се е менило няколко пъти, поради честите чумни епидемии в началото на 19 век.
Към момента село Опан администрира община, в която влизат селата: Бяло поле, Бял извор, Тракия, Васил Левски, Столетово, Бащино, Ястребово, Средец, Венец, Пъстрен, Кравино и Княжевско.
По време на социалистическото управление се създават училище, здравна служба, аптека, читалище с голяма библиотека, модерна сграда на общината за онова време, ТКЗС, ДАП, БКС, хлебопекарна и т.н. В района на селото функционира предприятие на ЗЗУ – Стара Загора, което след 1990 г. е приватизирано и към момента не функционира.
Училището е голямо и до 1997 г. към него функционира Техникум по селско стопанска техника. В училището се обучават деца от селата в общината. Училището разполага с кабинет за мултимедийно и компютърно обучение.
Със средства от европейски фондове през 2007 г. е разчистено коритото на реката минаваща през селото и е създадена бетонна дига за защита от наводнения.
Населението е застаряващо и намалява бързо.

## Население
| \| Година на преброяване \| Численост \| \| --------------------- \| --------- \| \| 1934 \| 1531 \| \| 1946 \| 1510 \| \| 1956 \| 1376 \| \| 1965 \| 1081 \| \| 1975 \| 726 \| \| 1985 \| 670 \| \| 1992 \| 567 \| \| 2001 \| 496 \| \| 2011 \| 385 \| \| 2021 \| 347 \| |           |
| Година на преброяване | Численост |
| 1934 | 1531      |
| 1946 | 1510      |
| 1956 | 1376      |
| 1965 | 1081      |
| 1975 | 726       |
| 1985 | 670       |
| 1992 | 567       |
| 2001 | 496       |
| 2011 | 385       |
| 2021 | 347       |

## Известни личности
Родени в Опан
- Димитър Запрянов (1960 – 2024), джудист

## Други
Опан е стара турска дума и означава пещера.